# Pondok Kelapa (Langsa Baro)
Pondok Kelapa is een bestuurslaag in het regentschap Langsa van de provincie Atjeh, Indonesië. Pondok Kelapa telt 2200 inwoners (volkstelling 2010).